# Застёжка грибок-грибок

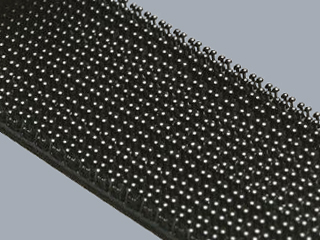
Застёжка грибок-грибок

Застёжка грибок-грибок (оригинальное название Dual Lock) — застёжка, похожая на «липучку», но вместо крючков и ворса на обеих внутренних поверхностях ленты расположены пластиковые штырьки грибообразной формы, при соединении цепляющиеся друг за друга. Для соединения частей застёжки необходимо слегка прижать их друг к другу.
Среди достоинств этой застёжки по сравнению с «липучкой»:
- большая удерживающая сила
- отсутствие деградации войлочной стороны
- нет проблемы со случайным прилипанием «крючковой» части «липучки» к посторонним вещам.

Однако, в отличие от «липучки», данная застёжка меньше подходит для крепления гибких поверхностей друг к другу, поэтому больше используется для крепления нетяжёлых предметов к стенам помещений, чем в одежде.
Dual Lock — зарегистрированный товарный знак фирмы 3M.